# Curtara nosera
Curtara nosera är en insektsart som beskrevs av Delong 1979. Curtara nosera ingår i släktet Curtara och familjen dvärgstritar. Inga underarter finns listade i Catalogue of Life.